# Los Duraznos, Oaxaca
Los Duraznos är en ort i Mexiko.   Den ligger i kommunen Santa María Teopoxco och delstaten Oaxaca, i den sydöstra delen av landet, 270 km sydost om huvudstaden Mexico City. Los Duraznos ligger 2 110 meter över havet och antalet invånare är 154.
Terrängen runt Los Duraznos är kuperad åt nordost, men åt sydväst är den bergig. Runt Los Duraznos är det ganska tätbefolkat, med 144 invånare per kvadratkilometer. Närmaste större samhälle är San Gabriel Casa Blanca, 18,3 km väster om Los Duraznos. Omgivningarna runt Los Duraznos är en mosaik av jordbruksmark och naturlig växtlighet.